# St. Ulrich (Tarnell)

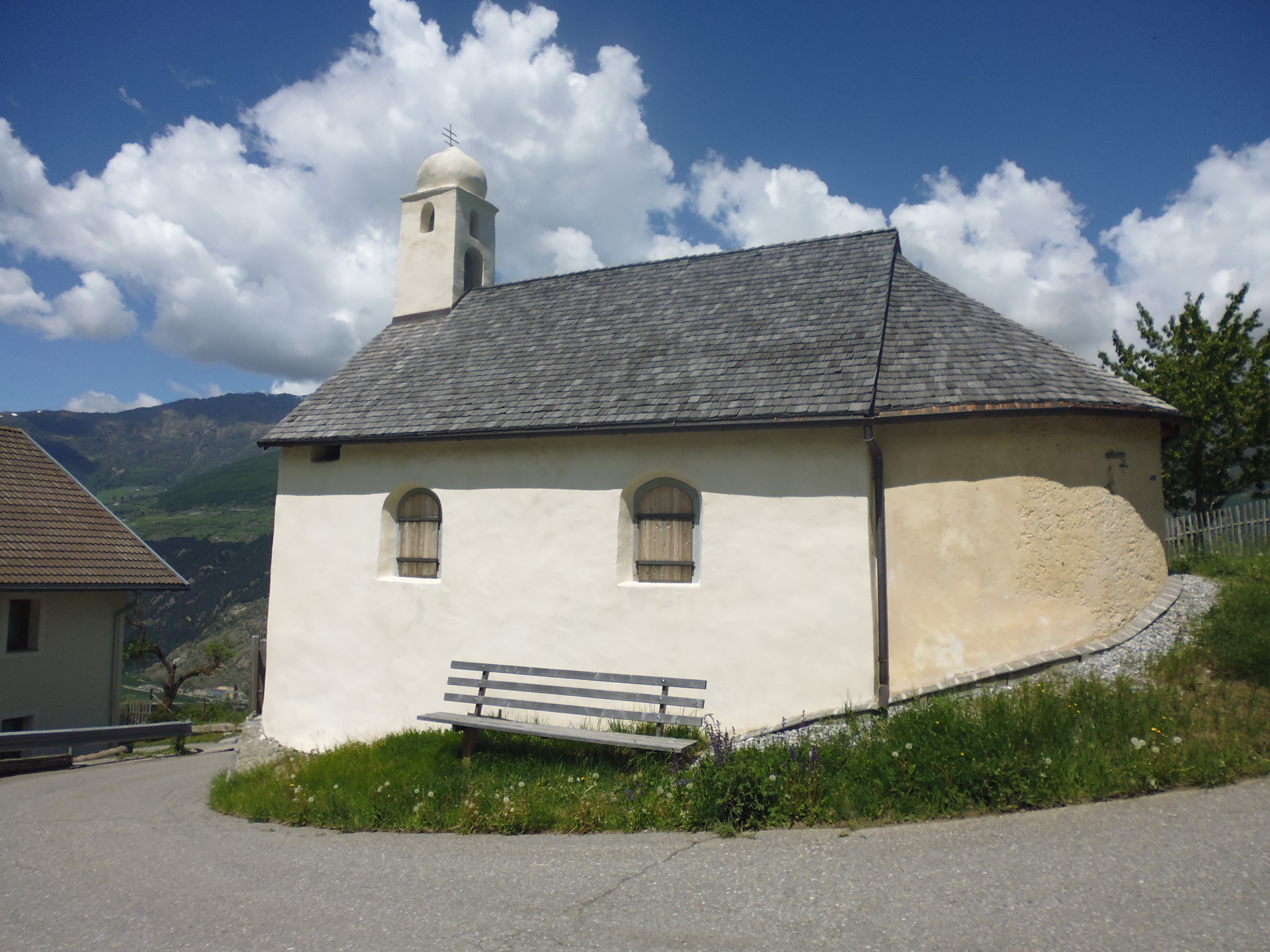
St. Ulrich in Tarnell

Die Kirche zum Hl. Ulrich befindet sich am Nördersberg in der Fraktion Tarnell der Gemeinde Laas im Vinschgau (Südtirol). Sie liegt in unmittelbarer Nachbarschaft zum Lazarushof, dessen Bewohner auch beim Bau beteiligt waren.

## Baugeschichte
Die Entstehung ist auf einer Marmortafel über dem Eingang dargestellt:

„Disse Kirch ist gepauth wordenn an 1842 und der gute Grunth und Anfang dieser Kirch ist gewesen der hoch wirdige Martin Tappeiner Pfarrer in Laas“

Auch wenn der heilige Martin mehrfach in den Vordergrund gestellt wird, ist die Kirche dem heiligen Ulrich geweiht.
Auf Veranlassung des Pfarrers Martin Tappeiner vom Unterloretzhof in der Hungergasse in Laas wurde der Bau der Kirche begonnen. Die Bewohner von Tarnell waren aufgerufen, in ihrem abgelegenen Bergweiler eine eigene, sehenswerte kleine Kirche zu errichten. Die Männer der Höfegemeinschaft führten mit nicht unerheblichem Aufwand an Kosten und Mühen die Arbeiten selbst durch.
Nicht alltäglich ist das gemauerte Türmchen (Dachreiter) mit Zwiebelkuppel und dreifachem Wetterkreuz. Auf einer Tafel ist zu lesen:

„Hier kann man lesen

wer dise mener sind gewesen

und haben disse kirch gepauth

und kein kosten angeschauth

Johann Rapp den grunt dazu

Tamann Walter - Ignaz Plazer - Michel Mösmer - Mathies Papperion - Kristian Rapp - Martin Parth - Martin Kurz - Peter Fent - Florian Kurz

Sanct Martin dir als Shuz patron

weihen wir dies kirchlein zum tr(ohn)“

Einige der oben aufgeführten Bauern konnten einer Hofstelle zugeordnet werden::
- Mathies Papperion vom Egghof
- Familie Rapp vom Koflhof
- Michael Mösmer vom Obertarnellhof
- Martin Parth vom Rungghof (früher Draxl genannt)
- Martin Kurz vom Lazarushof
- Florian Kurz vom Tanashof (unsicher)
- Martin Platzer als Spender des Kreuzwegs und der auch weitere Kosten übernahm, wie es auf einer Marmorplatte auf der Nordseite vermerkt ist. Auf dieser Tafel wird noch einmal der hl. Martin als Schutzpatron erwähnt:

„Heiliger martin trost der armen

dicher wölt dornell zum patron

durch dich flehn wir um erparmen

vor den aller höchsten thron

fridenn stiftest du auf erdenn

und der hölle pothst du truz

las ein herz auch uns hier werden

disen kreizweg und dazu merere

kosten ist Mathias Platzer und

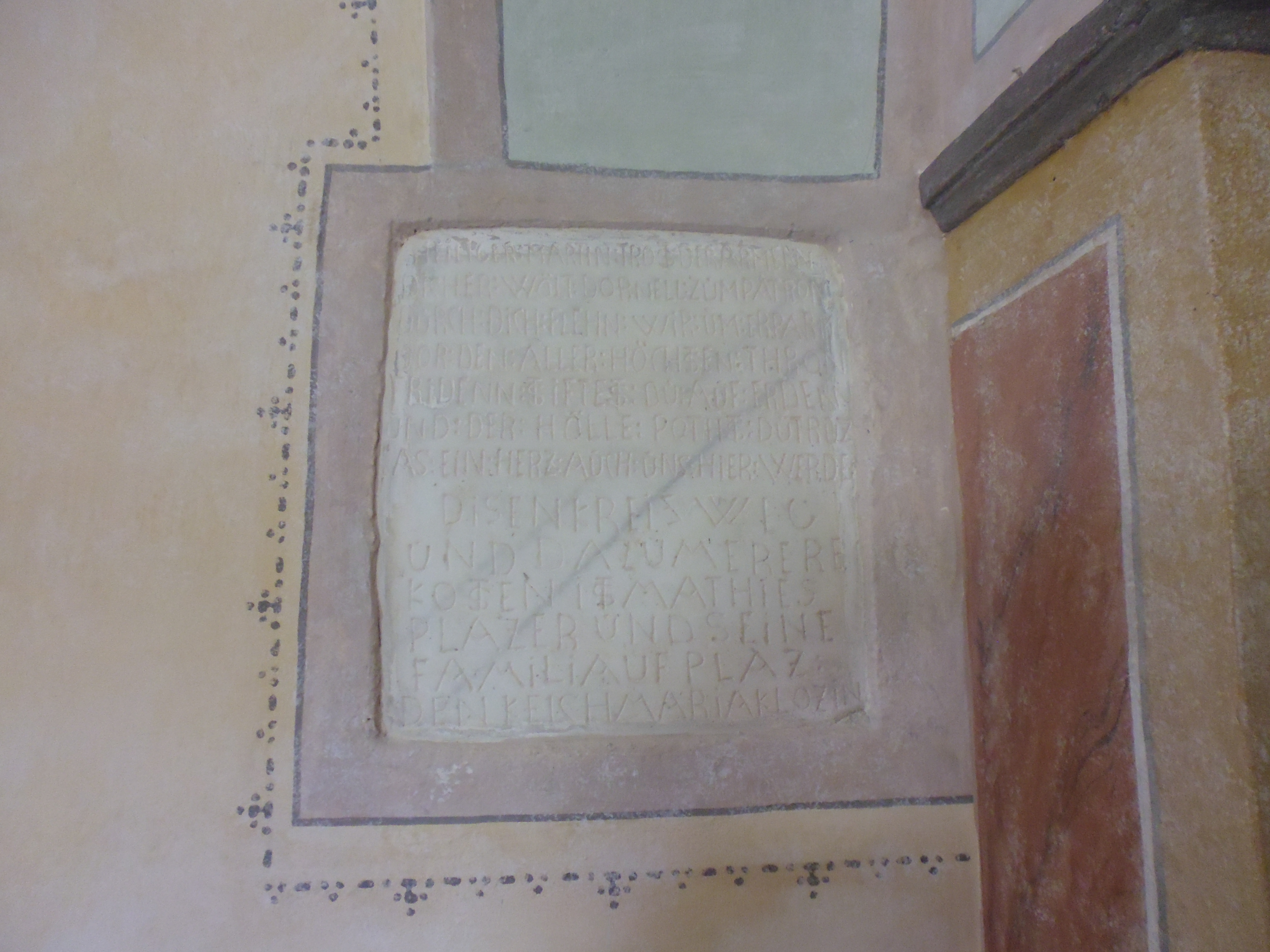
Marmorplatte Nordseite

seine familie auf plaz: den kelch Maria Klozin“

Die Verehrung der Tarneller für den heiligen Ulrich ist schon aus früherer Zeit bezeugt. So notierte der Pfarrer Simon Tröger im Jahre 1722:

„am St. Ulrichs Tag pflög die benachpartn auf Tarnell ain h. Votiv Möss lösen zu lassen und bezahlen dafür 30 Kr.

Am St. Ulrichs Tag pflegen die Nachbarschaften auf Tarnell eine heilige Votivmesse lesen zu lassen und bezahlen dafür 30 Kreuzer.“

## Inneneinrichtung

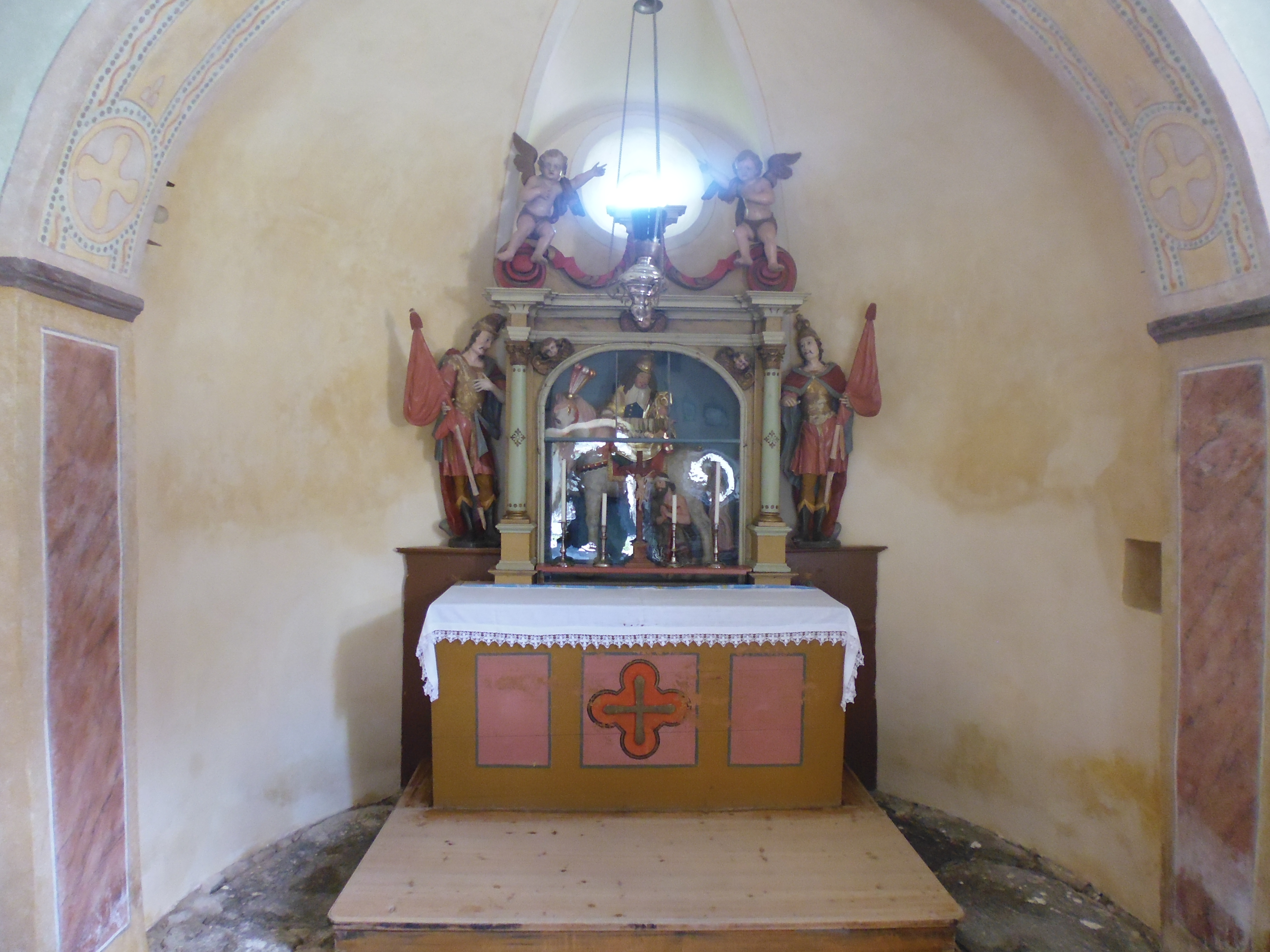
Altar

Das Innere der Kirche ist schlicht gehalten, jedoch zeugen die vorhandenen Verzierungen vom Stolz der Erbauer. Die beiden Statuen von St. Martin und von St. Ulrich, letzterer von zwei Engeln flankiert, gehen auf das 18. Jahrhundert zurück. In einer Mauernische der Nordwand befindet sich eine Holzskulptur, die einen Schmerzensmann darstellt und auf das 18. oder 19. Jahrhundert datiert werden kann. Seitlich des Altars mit Säulenaufbau und Volutengiebel stehen zwei Krieger mit Fahne, bei denen es sich um St. Florian und St. Moritz handeln könnte. An der Nord- und Südwand wurden vor einiger Zeit zwei Fresken der Originalbemalung freigelegt. Eine zeigt die heilige Maria mit Kind und die andere den heiligen Josef mit Lilie und dem Jesusknaben.
Auf dem Altar ist der heilige Martin mit dem Bettler dargestellt. Möglicherweise wollte der Pfarrer Tappeiner seinen Namenspatron als Patronat eingesetzt haben, letztendlich wurde die Kirche jedoch dem heiligen Ulrich geweiht, dessen Figur auf dem Altaraufsatz steht, weswegen auch der Kirchtag stets am 4. Juli gefeiert wird.
Die Kreuzwegstationen sind mit italienischem Text versehene Drucke. Sie stammen von Luigi Agricola und wurden 1842 von Mathies Platzer gestiftet. Im Türmchen mit den Rundbogenfenstern hängen zwei kleine Glocken. Die größere wurde 1925 von Luigi Colbacchini in Trient gegossen. Sie ist mit Reliefs geschmückt, die Heiligenfiguren, Kruzifixe und sonstige Verzierungen zeigen. Die kleinere ist ohne Jahreszahl und ohne den Namen des Gießers ausgeführt. Sie trägt lediglich Wappenreliefs mit vier Heiligen. Die Verzierungen an den Fensterbögen, den Triumphbögen und die Marmortafeln wurden bei der Restaurierung von 2010 bis 2011 wieder aufgefrischt. Die Restaurierungsarbeiten umfassten auch die Trockenlegung des Außenmauerwerks sowie die Eindeckung des Dachs mit neuen Holzschindeln.
Aus Dank für ihre geglückte Heimkehr haben die Soldaten beider Weltkriege aus Tarnell ihre Orden an der Statue von St. Martin befestigt.